# Stranske Makole
Stranske Makole este o localitate din comuna Makole, Slovenia, cu o populație de 126 de locuitori.